# Bruno Kreisky
Bruno Kreisky (Wenen, 22 januari 1911 – aldaar, 29 juli 1990) was van 1970 tot 1983 bondskanselier van Oostenrijk. Hij was met zijn 72 jaar op het moment van aftreden de oudste Oostenrijkse bondskanselier van na de Tweede Wereldoorlog.

## Leven en politieke carrière

### Jonge jaren
Kreisky werd geboren als de zoon van een Joodse kleermaker. Op zijn 15e ging hij bij de jongerenpartij van de Sociaaldemocratische Partij van Oostenrijk. Hij bleef actief bij deze partij terwijl hij rechten studeerde aan de Universiteit van Wenen. In 1934, toen de Sociaaldemocratische partij werd verboden door Engelbert Dollfuss, voegde Kreisky zich bij de ondergrondse politieke stroming. In januari 1935 werd hij gearresteerd en beschuldigd van hoogverraad, maar in juni 1936 werd hij vrijgelaten. In maart 1938 werd Oostenrijk onderdeel van Duitsland, waarna Kreisky naar Zweden emigreerde. Daar bleef hij tot 1945 en was werkte er als journalist en economisch jurist. In 1942 trouwde hij met Vera Fürth.
In mei 1946 keerde Kreisky terug naar Oostenrijk, maar spoedig reisde hij weer af naar Stockholm.

### Politieke carrière
In 1951 werd hij in Wenen door federaal president Theodor Körner benoemd tot assistent-stafhoofd en politiek adviseur. In 1953 werd hij ondersecretaris bij het departement van Buitenlandse Zaken. Vanuit deze positie nam hij deel aan de onderhandelingen van het Oostenrijkse Staatsverdrag in 1955.
Kreisky werd in 1956 verkozen in het Oostenrijkse parlement. Hij werd een centraal bestuurslid van de Sociaaldemocratische partij, samen met Bruno Pittermann, Felix Slavik, en Franz Olah. Bij de verkiezingen van 1959 werd hij minister van Buitenlandse Zaken in het coalitiekabinet van kanselier Julius Raab. Hij speelde een belangrijke rol bij het opzetten van de Europese Vrijhandelsassociatie. Tevens stelde hij een soort "Marshall Plan" voor de derde wereldlanden op.
In 1966 verliet Kreisky zijn positie als minister. In februari 1967 werd hij verkozen tot voorzitter van de sociaaldemocraten. Bij de verkiezingen van 1970 won deze partij een groot aantal zetels, en werd Kreisky bondskanselier. Hij was de eerste Joodse kanselier van Oostenrijk. In oktober 1971 riep hij nieuwe verkiezingen uit, en won met een absolute meerderheid. Ook in 1975 en 1979 was hij de grote winnaar bij de verkiezingen.

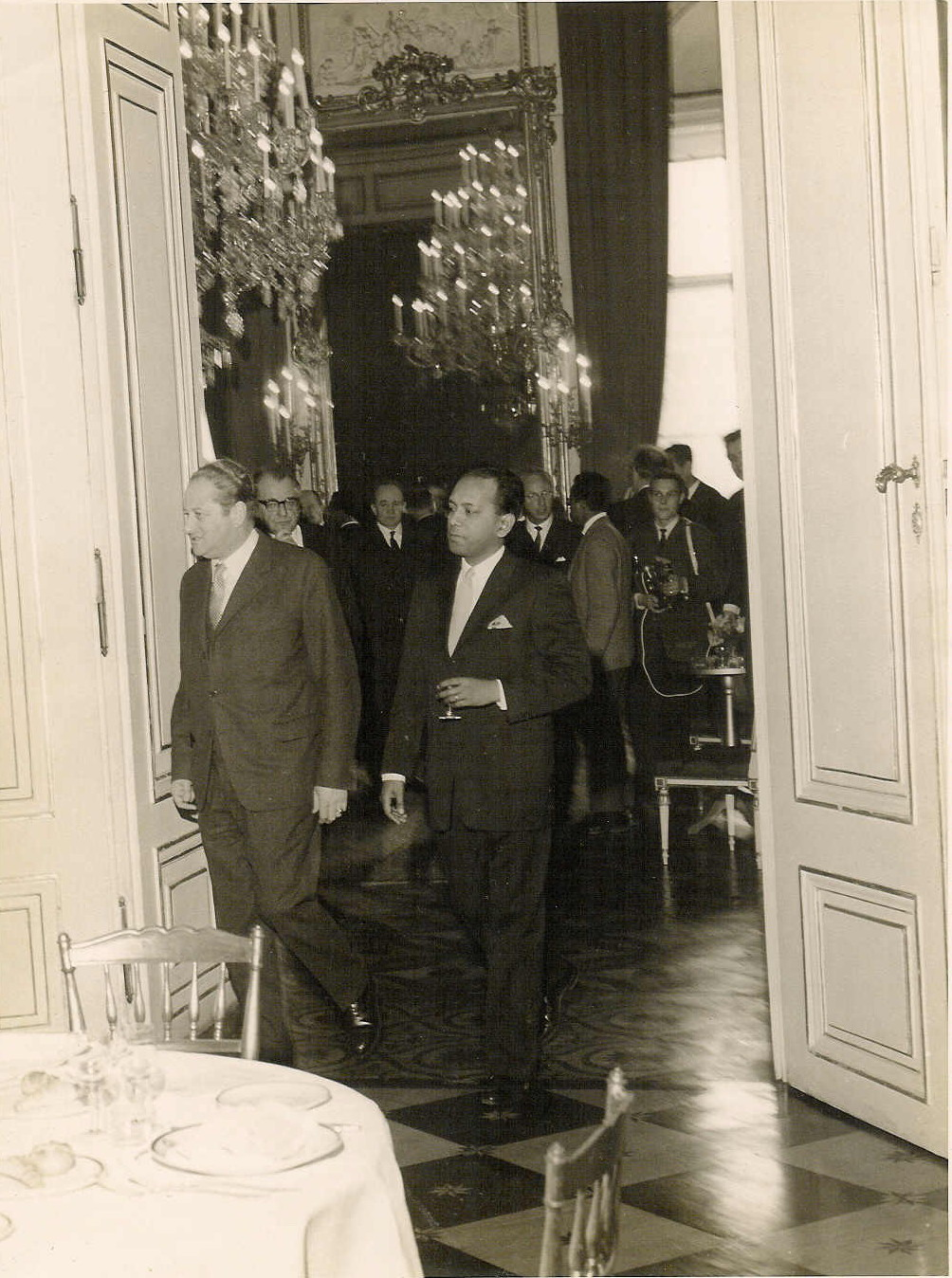
Kreisky (links) met Abul Fateh in Wenen, 1962.

Tijdens zijn regeerperiode streefden Kreisky en zijn bondgenoot, minister van justitie Christian Broda, een liberale hervorming na. Zo voerde Kreisky hervormingen door in de gezinswetten en de gevangenissen. Tevens maakte hij abortus en homoseksualiteit legaal. Ondanks deze hervormingen probeerde hij ook een brug te vormen tussen de katholieke kerk en de Oostenrijkse sociale beweging. Hij vond op dit punt een bondgenoot in de toenmalige aartsbisschop van Wenen, kardinaal Franz König. Kreisky beloofde het de militaire dienstplicht te verlagen van negen tot zes maanden. Na de verkiezingen werd de dienstplicht verkort tot acht maanden.
Tijdens Kreisky's premierschap werden de rechten van arbeiders verbeterd, en de werkweek verkort tot 40 uur. Tevens werden vrouwen voortaan hetzelfde behandeld als mannen bij hun werk. Kreisky's overheid stelde taalrechten in voor de Sloveense en Kroatische minderheden in Oostenrijk. Als reactie op de oliecrisis van 1973 liet Kreisky Oostenrijk onderzoek doen naar kernenergie.
Kreisky speelde een prominente rol bij internationale zaken, en werkte met bekende Europese leiders zoals Willy Brandt en Olof Palme. Met hen promootte hij vrede en ontwikkelingen. Hoewel het staatsverdrag Oostenrijk ervan weerhield lid te worden van de Europese Unie, steunde Kreisky wel Europese belangen. Zo werd Oostenrijk een soort brug tussen Oost- en West-Europa.
Kreisky was tegen zionisme als een oplossing voor problemen van de Joodse bevolking. Hij onderhield vriendelijke relaties met Arabische leiders zoals Anwar Sadat en Moammar al-Qadhafi. Hij had een stormachtige relatie met de Israëlische premier Golda Meïr.
Om vrede te bewerkstelligen faciliteerde hij in de jaren 70 geheime ontmoetingen tussen een groep gematigde PLO-mensen (b.v. Issam Sartawi ) en gematigde zionisten van de Israeli Council for Israeli-Palestine Peace met Matti Peled.
Kreisky had eveneens een gespannen relatie met een andere prominente Oostenrijkse Jood, de nazi-jager Simon Wiesenthal. Toen Wiesenthal beweerde dat vier leden van Kreisky's kabinet uit 1970 "nazi-achtergronden" hadden, sloeg Kreisky terug met de bewering dat Wiesenthal er enkel voor leefde om de wereld te vertellen dat Oostenrijk antisemitisch is.

### Latere jaren
In 1981 begonnen veel kiezers te twijfelen aan Kreisky, die inmiddels in de 70 was. Bij de verkiezingen van 1983 verloren de sociaaldemocraten hun jarenlange koppositie. Kreisky wilde niet een minderheidskabinet vormen, en diende zijn ontslag in. Hij benoemde Fred Sinowatz tot zijn opvolger.
Hierna ging Kreisky's gezondheid snel achteruit. In 1984 moest hij een onverwachte niertransplantatie ondergaan. Hij stierf uiteindelijk in Wenen in 1990.